# Notre place
Notre Place est une chanson écrite par Paul Demers et François Dubé en 1989 qui est l’hymne officiel des Franco-Ontariens. Écrite à l'origine pour célébrer la Loi sur les services en français en Ontario, la chanson est présentée au public pour la première fois lors d'une célébration à Toronto organisée par la Fondation franco-ontarienne et TFO, interprétée par les compositeurs avec le groupe Hart Rouge,.
Le 2 mars 2017, la chanson est officiellement reconnue comme l'hymne officiel des Franco-Ontariens par l'Assemblée législative de l'Ontario à la suite d'une motion présentée par le député de Glengarry-Prescott-Russell, Grant Crack.